# Бородулин, Рыгор Иванович
Рыго́р (Григорий) Ива́нович Бороду́лин (бел. Рыгор Іванавіч Барадулін; 24 февраля 1935, Вересовка, Ушачский район, Витебская область — 2 марта 2014, Минск) — советский и белорусский поэт, эссеист, редактор, переводчик. Народный поэт Беларуси (1992).

## Биография
Григорий Бородулин родился 24 февраля 1935 года на хуторе Вересовка (официальное название хутора было «Городок-2», ныне это северо-западная окраина дер. Тихоняты Сорочинского сельсовета), в 1937 году хутор был упразднён и семью переселили в Ушачи. Отец Иван Григорьевич Бородулин (погиб в партизанском отряде в 1944 году), мать Акулина Андреевна Бородулина (1909—1971). Дед поэта по материнской линии Андрей Гальвиньш был этническим латышом.
Учился в Ушачской средней школе (окончил в 1954 году), затем на филологическом факультете БГУ (окончил в 1959 году). Работал редактором в издательствах «Беларусь» и «Художественная литература» (бел. «Мастацкая літаратура»), а также в газете «Советская Белоруссия» и журналах «Берёзка» (бел. «Бярозка») и «Пламя» (бел. «Полымя»). Бородулин — действительный член Союза белорусских писателей и белорусского ПЕН-центра (1989—1999 гг., президент с 1990 г., вице-президент с 1999 г.). Член Партии БНФ, член Сейма БНФ (с 1989 г.). В 1995—1997 годах был в правлении белорусского Фонда Сороса.
В составе государственной делегации Белорусской ССР Бородулин принимал участие в 39 сессии Генеральной ассамблеи ООН (1984).
Стал последним белорусом, удостоившимся звания народного поэта (1992). Среди других наград: премия им. Я. Купалы (1976), орден Дружбы Народов, орден «Знак Почёта», латвийский Орден Трёх звёзд (1997) и медаль Ф.Скорины. Григорий Бородулин — почётный доктор БГУ и почётный гражданин Ушачского района.
Г. Бородулин был женат на Валентине Михайловне Бородулиной. Дочь Илона — художница, есть внучка Доминика.
Умер 2 марта 2014 года в своей квартире в Минске на 80-м году жизни от болезни Паркинсона. Президент Республики Беларусь А. Г. Лукашенко направил родственникам Р. И. Бородулина соболезнование. Прощание и панихида по греко-католическому обряду прошли 4 марта 2014 года в Минске в Костёле Святого Симеона и Святой Елены. Белорусский поэт похоронен рядом с матерью на Ушачском кладбище в Витебской области, как и хотел поэт при жизни.

## Взгляды

### Политические
В школе Григорий Иванович не был участником пионерского движения: во время записи в организацию он сбежал из школы. В дальнейшем преподаватели забыли тот факт, что Бородулин не пополнил ряды пионеров, поэтому он так им и не стал. В юношестве писатель присоединился к комсомолу, оправдывая свои действия тем, что в противном случае дороги в ВУЗ были для него закрыты. Во время рабочей деятельности несколько раз отказывал во вступлении в Коммунистическую партию Советского Союза.
В конце 1980-х годов, в период перестройки и развития, связанных с ней национально-возрожденческих движений в республиках СССР, стал участником гражданского движения Белорусский народный фронт «Возрождение», потом примкнул к Партии БНФ. На первых Президентских выборах в истории Беларуси (1994 г.) вместе с Василием Быковым активно поддерживал Зенона Позняка. Со второй половины 1990-х годов до самой смерти никакого активного участия в политике не принимал. В интервью высказал резкие антикоммунистические взгляды.

### Религиозные
В детстве Рыгор Бородулин был окрещён римско-католическим священником. С конца 1980-х годов относил себя к верующим Белорусской грекокатолической церкви. При этом утверждает, что вопрос конфессиональной принадлежности не является важным, потому что всё же «Бог один». 28 июня 2004 году вместе с архимандритом Сергеем Гаеком имел личную аудиенцию у Папы Римского Иоанна Павла II. Активно работал в жанре духовной лирики.

## Творчество
Начал публиковаться в 1953 году, первые стихи были напечатаны в газете «Красная смена» (бел. «Чырвоная змена»). Первый сборник поэзии «Месяц над степью» (бел. «Маладзік над стэпам») вышел в 1959 году. Всего вышло около 70 сборников поэзии (среди которых есть сборники сатиры и юмора, а также стихи для детей), критических статей, эссе, переводов. Дважды издавались книги избранных стихов поэта (1984, 1996—2002). Вышло собрание сочинений Бородулина (было объявлено о выпуске пяти томов, но вышло только четыре). В 2006 году кандидатура поэта попала в список номинантов на Нобелевскую премию по литературе.
Бородулину принадлежит и значительное количество стихотворных переводов на белорусский язык — в том числе «Слова о полку Игореве» (1986), книг Федерико Гарсиа Лорки («Голубой звон Гренады», 1975), Габриэлы Мистраль («Ветролист», 1984), Кароля Войтылы, «Рубаи» Омара Хайяма, произведений Шекспира, Байрона, Неруды, Мицкевича, Есенина, Хизри Асадулаева («Горо» 2009) и др.
Летом 2006 года вышла книга избранных стихотворений Бородулина «Руны Перуновы».
Творчество поэта отличается разнообразием жанров, образно-стилевых средств, яркой метафоричностью, психологизмом, богатством языковой палитры. Сокровища устного народного творчества, усвоенные с детства, стали благотворной почвой, на которой проросла, зазеленела неповторимая творческая индивидуальность Григория Бородулина. В его произведениях открывается живой источник красоты языка и мудрости народа, его традиций и обычаев, своеобразной натурфилософии. Вместе с тем народно-поэтическое в творчестве Григория Бородулина нельзя выделить из индивидуального. Благодаря такому синтезу поэту удается создавать монументальные образы Матери, Родины, Отечества.
В 2013 г. вышел «Вушацкі словазбор Рыгора Барадуліна». Это не просто диалектический словарь из родины Григория Бородулина — Ушаччины — это, по сути, полное описание живых традиций целого белорусского района с отдельной «ушачской», как говорит Бородулин, культурой. В книге собрано почти все: начиная от традиционных «ушачских» имен, заканчивая подробным описанием блюд местной кухни, празднованием народных и религиозных праздников. Отличительной чертой книги является также и полное отсутствие цензуры, что делает язык ещё более живым. Сам поэт говорил, что это самая главная книга всей его жизни, писать которую он начал ещё в детстве.
Песни на слова Григория Бородулина написали Алесь Камоцкий, И. Барсуков, Генрих Вагнер, С. Голубицкая, Евгений Глебов, В. Журович, Сергей Зубковский, М. Носко, Николай Яцков, Дмитрий Смольский и др.

## Язык
Склонность к лингвистике проявилась у Г. Бородулина ещё во время обучения в белорусскоязычной школе поселка Ушачи. Бородулин был отличником по немецкому языку, имел высокие оценки по русскому языку и литературе. Белорусский язык вызвал у Бородулина наибольшее любопытство. В то время Бородулин начинает интересоваться творчеством Максима Богдановича. Точные науки (физика, математика) давались Бородулину труднее, что в сочетании со способностью к языкам и обусловило его поступление на филологический факультет Белорусского государственного университета.
В университете Бородулин познакомился с творчеством Пимена Панченко, Янки Купалы, Якуба Коласа (его поэму «Новая земля» Бородулин знал в молодости на память), Владимира Короткевича, Михаила Стрельцова (он, как и Григорий Бородулин, учился на филологическом факультете БГУ с 1954 по 1959 гг.) и других белорусских поэтов, которые оказали значительное влияние на формирование поэтического стиля Бородулина.
Из русских поэтов Бородулин находился под впечатлением от Михаила Лермонтова, Владимира Маяковского, Александра Пушкина, Александра Грибоедова, Андрея Вознесенского и других. Наибольшее влияние на Бородулина оказал Сергей Есенин.
Среди мировых поэтов влияние на Бородулин оказали Тарас Шевченко, Генрих Гейне, Уильям Шекспир и Омар Хайям.
Сам поэт говорил, что главную роль в становлении его как литератора сыграла мать — Акулина Андреевна Бородулина. Образ матери часто встречается в творчестве Григория Бородулина, особенно в следующих книгах: «Трэба дома бываць часцей» (1993 г.), «Евангелле ад Мамы» (1995 г.), «Сама пайду дарогаю, голас пашлю дуброваю: Песні матчыны з Вушаччыны» (2005 г.), «Навошта» (2009 г.).
На протяжении всей жизни Григорий Бородулин выступал против русификации белорусского населения и белорусского языка в СССР, негативно воспринимал спонтанное продолжение этого процесса в независимой Беларуси, придерживался идеи полностью белорусскоязычной Беларуси.
Произведения Григория Бородулина выделяются большим количеством диалектизма и неологизмов.
Произведения Бородулин выходят в различных нормах белорусского языка: академической, классической и авторской норме самого поэта (в зависимости от издательства) . Современную ситуацию с одновременным существованием в белорусском языке двух литературных норм поэт оценивал негативно. Григорий Бородулин выступал за разработку и официальное утверждение новой версии белорусского правописания, при создании которого были бы учтены:
1. Грамматика 1918 г. Бронислава Тарашкевича и другие произведения в области, так называемого, «классического правописания», или «тарашкевіцы»;
2. Разработки в области белорусского языкознания советских времён (в том числе нормы, так называемой, «наркамаўкі»);
3. Все сохраненные белорусские диалекты с их отличительными особенностями.

## Признание
Награждён орденами Дружбы народов, Знак Почёта, латвийским орденом «Трёх Звёзд» (получил звание Офицера Ордена (IV степень) 23 апреля 1997 т.), медалью Франциска Скорины. Почётный доктор БГУ и почётный гражданин Ушачского района. Народный поэт Беларуси (1992 г.). Лауреат премии Ленинского комсомола Беларуси (1976) и Государственной премии имени Янки Купалы (1976) за сборник стихов «Рум» и переводы Гарсиа Лорки.
В 2006 году Бородулин был номинирован на Нобелевскую премию в области литературы за сборник стихов «Ксты».

## Память
- 24 декабря 2017 года в Минске торжественно открыли памятную доску (автор скульптор Игорь Засимович) на доме, где жил поэт[12].
- Памятник Р. Бородулину установлен в Ушачах (2021)[13], рядом — памятник В. Быкову.